# Cornelis van Staveren
Cornelis van Staveren (* 14. Juni 1889 in Leimuiden; † 10. April 1982 in Oude Wetering) war ein niederländischer Segler.

## Erfolge
Cornelis van Staveren gewann 1928 in Amsterdam bei den Olympischen Spielen in der 8-Meter-Klasse die Silbermedaille. Er war Crewmitglied der Hollandia, die in sieben Wettfahrten zwei Siege einfuhr und damit hinter dem französischen Boot L’Aile VI Zweiter wurde. Die Schweden wurden mit der Sylvia zwar ebenfalls zweimal Erste und erreichten wie die Hollandia auch zweimal den zweiten Platz, ausschlaggebend für die Platzierung war aber letztlich die Anzahl der dritten Plätze, die sich bei der Hollandia auf dreimal belief, bei der Sylvia dagegen nur auf einmal. Zur Crew der Hollandia gehörten außerdem Lambertus Doedes, Hendrik Kersken, Gerard de Vries Lentsch und Maarten de Wit sowie Skipper Johannes van Hoolwerff.